# Monika Ertl
Monika Ertl (Monaco di Baviera, 17 agosto 1937 – El Alto, 12 maggio 1973) è stata un'attivista e politica tedesca naturalizzata boliviana, membro del movimento clandestino politico armato "Esercito di Liberazione Nazionale" in Bolivia, nota come la "vendicatrice di Che Guevara" per via del suo coinvolgimento nell'omicidio del colonnello Roberto Quintanilla Pereira, indicato come colui che ordinò di tagliare le mani al cadavere di Che Guevara.

## Biografia
Ertl nacque a Monaco di Baviera. Dopo la seconda guerra mondiale suo padre, Hans Ertl, cameraman di propaganda del regime nazista, emigrò in Bolivia, dove continuerà a filmare per qualche tempo, e diventò un contadino.
Monika Ertl arrivò in Bolivia nel 1952 quando suo padre si trasferì con tutta la famiglia dalla Germania Ovest per allevare bestiame nella fattoria "La Dolorida". In Bolivia, accompagnò suo padre in diverse spedizioni cinematografiche e imparò a usare sia la cinepresa sia le armi da fuoco. Più tardi, si sposò per un breve periodo con un ingegnere minerario boliviano-tedesco. Dopo il divorzio nel 1969, fu coinvolta con i sopravvissuti del movimento di guerriglia in rotta di Che Guevara, l'Esercito di Liberazione Nazionale (ELN). Dopo aver dato una mano in occasioni minori, si unì alla clandestinità politica. Iniziò una relazione con il leader dell'ELN Inti Peredo, il successore di Che Guevara. Peredo fu ucciso dai servizi segreti della Bolivia il 9 settembre 1969. In Germania divenne nota come la "vendicatrice di Che Guevara" per via del suo coinvolgimento nell'omicidio del colonnello Roberto Quintanilla Pereira nel 1971 ad Amburgo, Germania: sebbene questo non sia mai stato completamente dimostrato, si presume che abbia sparato a Quintanilla che, all'epoca, prestava servizio ad Amburgo come console boliviano. Sulla scena del delitto fu trovato un messaggio con le parole "Vittoria o Morte", uno slogan dell'ELN. Un ex leader dell'ELN in Bolivia, Osvaldo "Chato" Peredo, ha confermato, in un'intervista filmata dal regista tedesco Christian Baudissin nel 1988, che Quintanilla era un obiettivo principale dell'ELN, in quanto responsabile di aver ordinato che le mani del cadavere di Guevara fossero tagliate e inviate a La Paz per un'ulteriore identificazione. Afferma inoltre che la Ertl "dopo aver svolto la missione ad Amburgo" tornò a Cuba dove incontrò Régis Debray.
Dopo essere stata sotto osservazione segreta in Bolivia per diversi giorni, lei e un altro guerrigliero alla fine furono colti in un'imboscata e uccisi dalle forze di sicurezza boliviane il 12 maggio 1973 a El Alto (a La Paz), dove stava riorganizzando l'ELN. Secondo Régis Debray stava anche preparando il rapimento di Klaus Barbie, ex capo della Gestapo, per portarlo in Cile e di conseguenza alla giustizia in Francia, dove era ricercato come criminale di guerra nazista. All'epoca Barbie era noto per essere un informatore della polizia segreta in Bolivia. Il suo corpo non venne mai consegnato alla famiglia per essere sepolto e si trova in una tomba sconosciuta.

## Cultura popolare
- Ertl è tra i personaggi di spicco in un racconto romanzato della sua famiglia, Andarsene (Los afectos) dell'autore boliviano Rodrigo Hasbún, pubblicato in Italia da edizioni SUR.
- È stato realizzato un film documentario intitolato "Wanted: Monika Ertl" sulla sua vita.[6]
- Régis Debray le ha dedicato un libro.
- Jürgen Schreiber ha scritto su di lei un libro intitolato "La ragazza che vendicò Che Guevara. Storia di Monika Ertl"[7]
- Telebellotto ha dedicato una canzone a Monika Ertl dall'omonimo titolo sul suo Ep d'esordio Débâcle.[8]